# 劉哲
劉 哲（りゅう てつ）は、中華民国の政治家、教育者。北京政府で教育総長などの要職をつとめ、後に国民政府でも活動した。字は警興。

## 事跡
京師大学堂文科を卒業する。以後、吉林省で政務暦を重ね、北京政府中央でも総統府顧問など様々な職に就いた。派閥としては、張作霖らの奉天派に属している。
1922年（民国11年）、劉哲は参議院議員に当選する。1924年（民国13年）には中東鉄路理事となった。1927年（民国16年）6月、潘復内閣の教育総長兼国史館副総裁に任命されている。なお劉哲は、北京政府最後の教育総長である。同年8月には、国立京師大学校長も兼任した。
北京政府崩壊後、劉哲は張学良の配下となる。東北政務委員会委員、東北辺防司令長官公署参議等を経て、1935年（民国24年）12月には冀察政務委員会常務委員兼東北大学校長に任命された。1947年（民国36年）10月、監察院副院長となっている。国共内戦で中国国民党が敗北すると、劉哲も台湾へ逃れた。
1954年（民国43年）、死去。享年75。

## 注
1. ↑  徐友春主編『民国人物大辞典 増訂版』2426頁による。Who's Who in China 5th ed.,p.164は1892年としている。